# U-77 (1940)
| U-77 | U-77 | U-77 |
| --- | --- | --- |
| | | |
| | | |
| Зображення підводного човна підтипу VIIC                                                                    | | |
| Під прапором                                                                                                | Третій Рейх | Третій Рейх |
| Спуск на воду                                                                                               | 23 листопада 1940 року | 23 листопада 1940 року |
| Виведений зі складу флоту                                                                                   | 18 січня 1941 року | 18 січня 1941 року |
| Сучасний статус                                                                                             | 29 березня 1943 року затоплений у Середземному морі поблизу іспанського Калпа після зазнаних від удару британських бомбардувальників «Хадсон» пошкоджень | 29 березня 1943 року затоплений у Середземному морі поблизу іспанського Калпа після зазнаних від удару британських бомбардувальників «Хадсон» пошкоджень |
| Бойовий досвід                                                                                              | Друга світова війна Битва за Атлантику | Друга світова війна Битва за Атлантику |
| Проєкт | | |
| Тип ПЧ | середній торпедний ДПЧ | середній торпедний ДПЧ |
| Розробник проєкту                                                                                           | Bremer Vulkan, Бремен-Вегесак | Bremer Vulkan, Бремен-Вегесак |
| Вартість | 4 714 000 ℛℳ | 4 714 000 ℛℳ |
| Основні характеристики                                                                                      | | |
| Швидкість (надводна)                                                                                        | 17,7 вузла (32,8 км/год) | 17,7 вузла (32,8 км/год) |
| Швидкість (підводна)                                                                                        | 7,6 вузла (14,1 км/год) | 7,6 вузла (14,1 км/год) |
| Робоча глибина занурення                                                                                    | 230 м | 230 м |
| Гранична глибина занурення                                                                                  | 250—295 м | 250—295 м |
| Дальність плавання                                                                                          | 80 миль (150 км) на швидкості 4 вузли (в підводному положенні) 8500 миль (15 700 км) на швидкості 10 вузлів (у надводному положенні)                     | 80 миль (150 км) на швидкості 4 вузли (в підводному положенні) 8500 миль (15 700 км) на швидкості 10 вузлів (у надводному положенні)                     |
| Екіпаж | 44—52 особи | 44—52 особи |
| Розміри | | |
| Довжина найбільша (по КВЛ)                                                                                  | 67,1 м | 67,1 м |
| Ширина корпусу найб.                                                                                        | 6,2 м | 6,2 м |
| Висота | 9,6 м | 9,6 м |
| Середня осадка (по КВЛ)                                                                                     | 4,74 м | 4,74 м |
| Водотоннажність надводна                                                                                    | 769 т | 769 т |
| Силова установка                                                                                            | | |
| дизель-електрична; 2 дизельних двигуни MAN M 6 V 40/46, 2 електродвигуни Siemens-Schuckertwerke GU 343/38-8 | | |
| Гвинти | 2 | 2 |
| Потужність                                                                                                  | 2 × 2100—2310 к.с. (дизелі) 2 × 750 к.с. (електродвигуни)                                                                                                | 2 × 2100—2310 к.с. (дизелі) 2 × 750 к.с. (електродвигуни)                                                                                                |
| Озброєння                                                                                                   | | |
| Артилерія                                                                                                   | 1 × 88-мм палубна гармата SK C/35 | 1 × 88-мм палубна гармата SK C/35 |
| Торпедно- мінне озброєння                                                                                   | 4 носових і один кормовий ТА 14 торпед та 26 мін TMA | 4 носових і один кормовий ТА 14 торпед та 26 мін TMA |
| ППО | 1 × 37-мм зенітна гармата Flak M42 2 × 20-мм зенітні гармати FlaK 30                                                                                     | 1 × 37-мм зенітна гармата Flak M42 2 × 20-мм зенітні гармати FlaK 30                                                                                     |

U-77 — німецький середній підводний човен типу VIIC, що входив до складу Військово-морських сил Третього Рейху за часів Другої світової війни. Закладений 28 березня 1940 року на верфі № 6 компанії Bremer Vulkan, у Бремен-Вегесакі, спущений на воду 23 листопада 1940 року. 18 січня 1941 року корабель увійшов до складу 7-ї навчальної флотилії ПЧ ВМС нацистської Німеччини.

## Історія служби
U-77 належав до німецьких підводних човнів типу VIIC, однієї з модифікацій найчисленнішого типу субмарин Третього Рейху, яких випущено 703 одиниці. Службу розпочав у складі 7-ї навчальної флотилії ПЧ, а згодом у 23-й та 29-й бойових флотиліях Крігсмаріне. З травня 1941 до березня 1943 року підводний човен здійснив одинадцять бойових походів в Атлантичний океан та Середземне море, під час якого потопив 14 суден противника сумарною водотоннажністю 31 171 брутто-регістрова тонна і 1 бойовий корабель (1050 т), пошкодив два судна (5384 GRT) і два військових судна (2880 т), а також невиправно пошкодив 2 кораблі (11 637 т).
28 березня 1943 року U-77 перебував в одинадцятому бойовому поході в західній частині Середземного моря. О 01:15 був атакований глибинними бомбами двох британських легких бомбардувальників «Хадсон» з 233-ї ескадрильї Королівських ПС. Човен зазнав серйозних пошкоджень, 38 членів екіпажу загинуло та 9 вціліло внаслідок атаки. 29 березня був затоплений екіпажем, що вцілив, поблизу іспанського Калпа через неможливість подальшого виконання бойового завдання і зазнані від атаки пошкодження. Вцілілих німецьких матросів підібрали іспанські рибалки.

## Командири
- Капітан-лейтенант Генріх Шондер (18 січня 1941 — 2 вересня 1942)
- Оберлейтенант-цур-зее Отто Гартманн (2 вересня 1942 — 29 травня 1943)

## Перелік уражених U-77 суден у бойових походах
| №                                                               | Дата              | Назва            | Тип                   | Належність                              | Водотоннажність (брт) | Вантаж                                                                | Конвой        | Результат та координати                                                       | Наслідки атаки для екіпажу         | Прим.                            |
| --------------------------------------------------------------- | ----------------- | ---------------- | --------------------- | --------------------------------------- | --------------------- | --------------------------------------------------------------------- | ------------- | ----------------------------------------------------------------------------- | ---------------------------------- | -------------------------------- |
| Перший похід (29.05—7.07.1941, 40 діб; Кіль—Сен-Назер)          |                   |                  |                       |                                         |                       |                                                                       |               |                                                                               |                                    |                                  |
| 1                                                               | 13 червня 1941    | Tresillian       | суховантажне судно    | Велика Британія                         | 4743                  | баласт                                                                | Конвой OB 330 | потоплено 44°40′ пн. ш. 45°30′ зх. д. / 44.667° пн. ш. 45.500° зх. д.         | 46 (усі вижили)                    |                                  |
| 2                                                               | 22 червня 1941    | Arakaka          | суховантажне судно    | Велика Британія                         | 2379                  | баласт                                                                |               | потоплено 47°00′ пн. ш. 41°40′ зх. д. / 47.000° пн. ш. 41.667° зх. д.         | 40 (усі загинули)                  |                                  |
| 3                                                               | 25 червня 1941    | Anna Bulgaris    | суховантажне судно    | Грецьке королівство                     | 4603                  | баласт                                                                |               | потоплено 49°30′ пн. ш. 44°00′ зх. д. / 49.500° пн. ш. 44.000° зх. д.         | 35 (усі загинули)                  |                                  |
| Четвертий похід (10.12—19.12.1941, 10 діб; Лор'ян—Мессіна)      |                   |                  |                       |                                         |                       |                                                                       |               |                                                                               |                                    |                                  |
| 4                                                               | 15 грудня 1941    | Empire Barracuda | суховантажне судно    | Велика Британія                         | 4972                  | 5800 тонн військового та морського майна, зокрема боєприпаси          |               | потоплено 35°30′ пн. ш. 6°17′ зх. д. / 35.500° пн. ш. 6.283° зх. д.           | 52 (13 загинули та 39 вціліли)     |                                  |
|                                                                 |                   |                  |                       |                                         |                       |                                                                       |               |                                                                               |                                    |                                  |
| 5                                                               | 12 січня 1942     | «Кімберлі»       | ескадрений міноносець | Військово-морські сили Великої Британії | 1690                  |                                                                       |               | пошкоджений 32°18′ пн. ш. 24°43′ сх. д. / 32.300° пн. ш. 24.717° сх. д.       | ? (3 загинули та ? вціліли)        | есмінець типу «K»                |
| Шостий похід (6.06—12.06.1942, 12 діб; Ла-Спеція—Саламін)       |                   |                  |                       |                                         |                       |                                                                       |               |                                                                               |                                    |                                  |
| 6                                                               | 12 червня 1942    | «Гроув»          | ескортний міноносець  | Військово-морські сили Великої Британії | 1050                  |                                                                       | Конвой MW 11  | потоплений 32°05′ пн. ш. 25°30′ сх. д. / 32.083° пн. ш. 25.500° сх. д.        | 170 (110 загинули та 60 врятовані) | ескортний міноносець типу «Хант» |
| Сьомий похід (16.07—21.08.1942, 37 діб; Саламін—Саламін)        |                   |                  |                       |                                         |                       |                                                                       |               |                                                                               |                                    |                                  |
| 7                                                               | 22 липня 1942     | Vassiliki        | вітрильне судно       | Грецьке королівство                     | 140                   | 3580 барелів нафти                                                    |               | потоплено 34°45′ пн. ш. 34°35′ сх. д. / 34.750° пн. ш. 34.583° сх. д.         | ? (немає даних)                    |                                  |
| 8                                                               | 24 липня 1942     | Toufic El Rahman | вітрильне судно       | Сирія                                   | 30                    |                                                                       |               | потоплено 34°51′ пн. ш. 34°42′ сх. д. / 34.850° пн. ш. 34.700° сх. д.         | ? (немає даних)                    |                                  |
| 9                                                               | 30 липня 1942     | Fany             | вітрильне судно       | Єгипет                                  | 43                    |                                                                       |               | потоплено 35°45′ пн. ш. 35°06′ сх. д. / 35.750° пн. ш. 35.100° сх. д.         | 10 (усі вціліли)                   |                                  |
| 10                                                              | 1 серпня 1942     | St. Simon        | вітрильне судно       | Єгипет                                  | 85                    | 27 000 каністр бензину                                                |               | потоплено 34°03′ пн. ш. 35°06′ сх. д. / 34.050° пн. ш. 35.100° сх. д.         | ? (немає даних)                    |                                  |
| 11                                                              | 6 серпня 1942     | Ezzet            | вітрильне судно       | Єгипет                                  | 158                   | баласт                                                                |               | потоплено 34°45′ пн. ш. 35°06′ сх. д. / 34.750° пн. ш. 35.100° сх. д.         | ? (немає даних)                    |                                  |
| 12                                                              | 6 серпня 1942     | Adnan            | вітрильне судно       | Єгипет                                  | 155                   | баласт                                                                |               | пошкоджено 34°45′ пн. ш. 35°06′ сх. д. / 34.750° пн. ш. 35.100° сх. д.        | ? (немає даних)                    |                                  |
| 13                                                              | 10 серпня 1942    | Kharouf          | вітрильне судно       | Британський мандат у Палестині          | 158                   | продовольство                                                         |               | потоплено 33°39′ пн. ш. 34°58′ сх. д. / 33.650° пн. ш. 34.967° сх. д.         | ? (немає даних)                    |                                  |
| 14                                                              | 16 серпня 1942    | Daniel           | вітрильне судно       | Британський мандат у Палестині          | 100                   | бензин                                                                |               | потоплено 34°09′ пн. ш. 34°50′ сх. д. / 34.150° пн. ш. 34.833° сх. д.         | ? (немає даних)                    |                                  |
| Восьмий похід (12.10—1.11.1942, 21 доба; Пола—Ла-Спеція)        |                   |                  |                       |                                         |                       |                                                                       |               |                                                                               |                                    |                                  |
| 15                                                              | 20 жовтня 1942    | Mahrous          | вітрильне судно       | Сирія                                   | 18                    |                                                                       |               | потоплено 34°21′ пн. ш. 35°06′ сх. д. / 34.350° пн. ш. 35.100° сх. д.         | ? (немає даних)                    |                                  |
| Дев'ятий похід (3.11—5.12.1942, 33 доби; Ла-Спеція—Ла-Спеція)   |                   |                  |                       |                                         |                       |                                                                       |               |                                                                               |                                    |                                  |
| 16                                                              | 12 листопада 1942 | «Сторк»          | шлюп                  | Військово-морські сили Великої Британії | 1190                  |                                                                       |               | пошкоджений 36°40′ пн. ш. 2°45′ сх. д. / 36.667° пн. ш. 2.750° сх. д.         | ? (? загинули та ? вціліли)        | шлюп типу «Біттерн»              |
| Десятий похід (26.01—10.02.1943, 16 діб; Ла-Спеція—Ла-Спеція)   |                   |                  |                       |                                         |                       |                                                                       |               |                                                                               |                                    |                                  |
| 17                                                              | 7 лютого 1943     | Empire Banner    | суховантажне судно    | Велика Британія                         | 6699                  | 3800 тонн військового майна, у тому числі танки та транспортні засоби | Конвой KMS 8  | потоплено 36°48′ пн. ш. 1°32′ сх. д. / 36.800° пн. ш. 1.533° сх. д.           | 72 (усі вціліли)                   |                                  |
| 18                                                              | 7 лютого 1943     | Empire Webster   | суховантажне судно    | Велика Британія                         | 7043                  | 3800 тонн вугілля та військового майна                                | Конвой KMS 8  | потоплено 36°47′ пн. ш. 1°37′ сх. д. / 36.783° пн. ш. 1.617° сх. д.           | 63 (4 загиблих та 59 вцілілих)     |                                  |
| Одинадцятий похід (3.03—29.03.1943, 27 діб; Ла-Спеція—загибель) |                   |                  |                       |                                         |                       |                                                                       |               |                                                                               |                                    |                                  |
| 19                                                              | 16 березня 1943   | Hadleigh         | суховантажне судно    | Велика Британія                         | 5222                  | баласт                                                                | Конвой ET 14  | тотально зруйновано 36°10′ пн. ш. 0°30′ зх. д. / 36.167° пн. ш. 0.500° зх. д. | 52 (2 загиблих та 50 вцілілих)     |                                  |
| 20                                                              | 16 березня 1943   | Merchant Prince  | суховантажне судно    | Велика Британія                         | 5229                  | баласт                                                                | Конвой ET 14  | пошкоджено 36°10′ пн. ш. 0°30′ зх. д. / 36.167° пн. ш. 0.500° зх. д.          | 45 (1 загинув та 44 вціліло)       |                                  |
| 21                                                              | 26 березня 1943   | City of Perth    | суховантажне судно    | Велика Британія                         | 6415                  | баласт                                                                | Конвой MKS 10 | тотально зруйновано 35°50′ пн. ш. 1°41′ зх. д. / 35.833° пн. ш. 1.683° зх. д. | 92 (2 загиблих та 90 вижило)       |                                  |